# Capítulo de Granada de la Fundación del Toro de Lidia
El Capítulo de Granada de la Fundación del Toro de Lidia es una delegación territorial de la Fundación del Toro de Lidia, con sede en Granada, que surgió en noviembre del 2018 en el Real Colegio Mayor San Bartolomé y Santiago.
Se trata de una plataforma civil dirigida por el abogado Fernando Navarro y que tiene como objetivo establecer relaciones con distintas instituciones de la provincia de Granada y promover la cultura de la tauromaquia dentro de la misma.

## Trayectoria
El 14 de noviembre de 2018, la Fundación del Toro de Lidia se desplazó a Granada para constituir el capítulo provincial, con la presencia del director general de la misma, Borja Cardelús. En el Colegio Mayor San Bartolomé y Santiago tuvo lugar la creación del Capítulo de Granada, donde además se crearon los primeros grupos de trabajo.
Desde la constitución, el coordinador y portavoz de la Fundación del Toro de Lidia en Granada fue el abogado Fernando Navarro quien empezó tutelar los equipos de Política y sociedad civil, Empresas y asociaciones, Afectados por el animalismo así como movimiento civil como peñas taurinas, asociaciones culturales y tertulias.
En junio de 2021, acudió también al Capítulo de Granada el presidente de la Fundación del Toro de Lidia, el ganadero Victorino Martín, quien valoró el trabajo realizado desde esta delegación.

## Relaciones institucionales
En el desarrollo de sus funciones, el Capítulo de Granada ha promovido las relaciones con diferentes instituciones públicas y privadas como "parte de la normalización de la tauromaquia, como elemento de la cultura mediterránea, dentro de la vida civil".
Desde 2019, la Fundación del Toro de Lidia en Granada inició su trabajo con el Ayuntamiento de Atarfe para la recuperación de la plaza de toros de la localidad, que permanecía cerrada desde 2015. Igualmente, y junto con la Delegación de Agricultura, Ganadería y Pesca de la Junta de Andalucía en Granada, se trabajó para buscar ayudas de financiación a la ganadería brava de la provincia tras la crisis económica derivada de la Covid-19 en España.

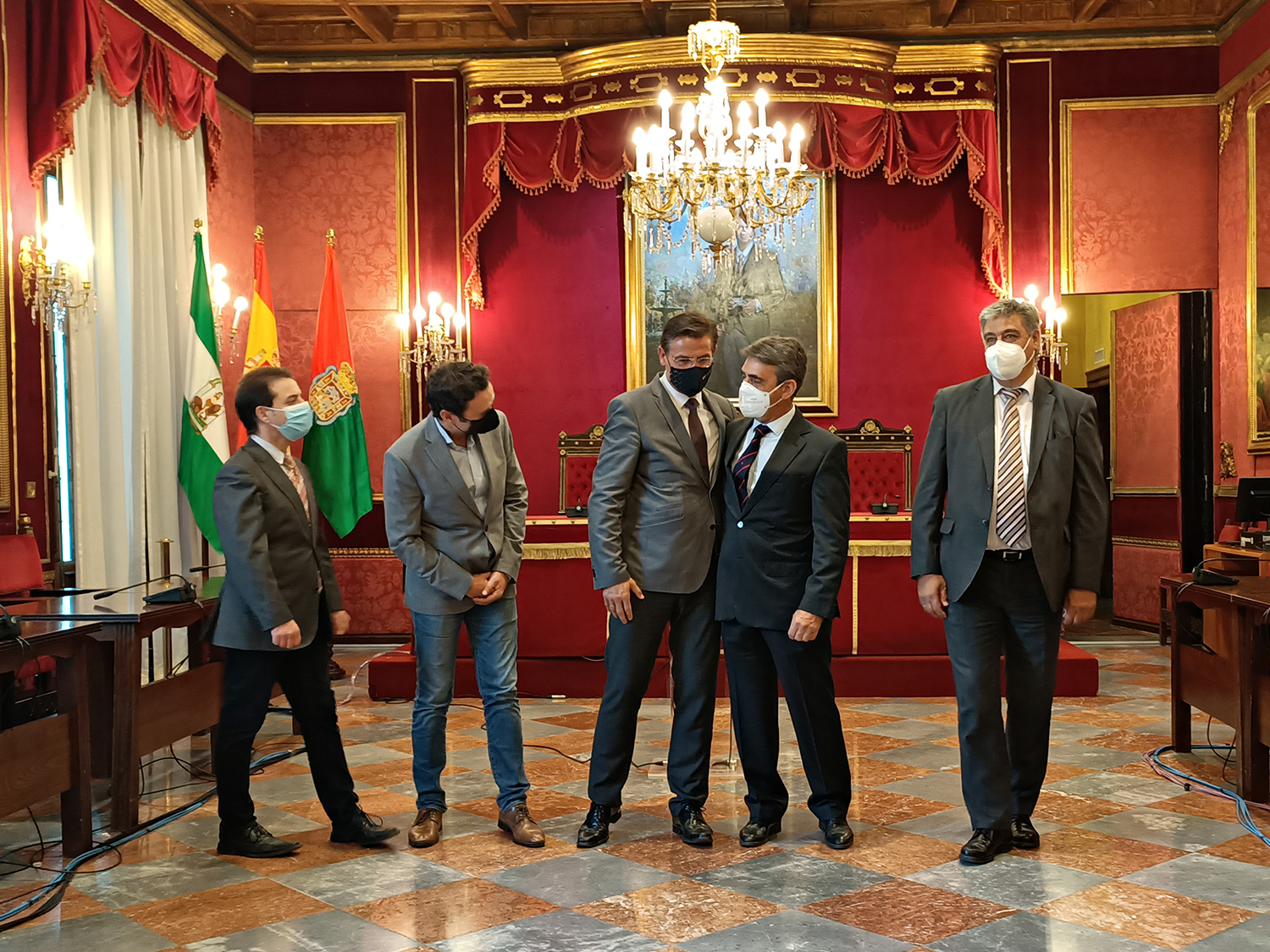
El alcalde de Granada, Luis Salvador, y el presidente de la Fundación del Toro de Lidia, Victorino Martín, tras la firma del convenio de colaboración entre ambas instituciones

A lo largo de 2021, el coordinador Fernando Navarro estableció contactos políticos con corporaciones municipales como el Ayuntamiento de Motril, con el fin de intentar impulsar la tauromaquia dentro de la capital de la Costa Granadina. Asimismo, durante las fiestas del Corpus de 2021, tuvo lugar la firma de un convenio de colaboración entre el Ayuntamiento de Granada y la Fundación del Toro de Lidia para impulsar entre ambos entes la cultura taurina de la ciudad, con vistas especialmente a la capitalidad europea de la Cultura del año 2030.
La estrategia de la Fundación ha llevado también a relacionarse con el Colegio de Abogados de Granada, conformando una comisión jurídica de derecho de la tauromaquia, donde participan distintos letrados de la ciudad vinculados o relacionados con la tauromaquia.

## Proyectos

### Tauroaccesible
En colaboración con la plataforma civil La Ciudad Accesible y la delegación territorial de la ONCE en Granada, el Capítulo de Granada ha impulsado un proyecto de colaboración con colectivos de necesidades especiales para llevar la tauromaquia y la cultura taurina a cada uno de éstos. Bajo el nombre de #TauroAccesible, se realizaron visitas adaptadas a la Plaza de toros de Granada, donde participó el novillero  Aquilino Girón.

### Villas Taurinas de Granada
Bajo la denominación de Villas Taurinas de  Granada, la Fundación del Toro de Lidia en Granada ha llevado a término la constitución de una plataforma para la defensa y divulgación de los festejos populares en las comarcas de Guadix, Marquesado del Cenete, Baza y Huéscar. La participación de distintos municipios dentro de este proyecto ha llevado a cabo que se inicien trámites para las declaraciones de algunas de sus fiestas y tradiciones como Bien de Interés Turístico de Andalucía con el fin de reconocer el carácter histórico, cultural y económico de la celebración de espectáculos taurinos en cada uno de estos.

### Jornadas culturales
En el marco de la celebración de las Fiestas del Corpus Christi de Granada, el Capítulo de Granada ha llevado a crear unas jornadas culturales en las que participan académicos y miembros representativos de la tauromaquia.